# والان، ویکتوریا
والان (به انگلیسی: Wallan) یک منطقهٔ مسکونی در استرالیا است که در ویکتوریا (استرالیا) واقع شده‌است.